# Csecsenek
A csecsenek Oroszország európai részén, a mai Grúzia, Dagesztán és Ingusföld között elterülő Csecsenföld lakói. A csecsenek legközelebbi rokonságban a Dagesztánban élő népcsoportokkal vannak.
Távoli őseik valószínűleg a hurri-urartui nép ősei voltak, akik az időszámítás előtti 3. évezred környékén éltek azon a területen ahol ma Dagesztán és Csecsenföld is fekszik.

## Történetük
A csecsenek az 1800-as évekig nem szerveződtek klasszikus értelemben vett néppé, hanem úgynevezett települési egységekre, vagyis aul-közösségekre oszlottak, ami egyfajta nemzetségi jellegű tagolódás. Patriarchális nemzetségeik, melyeket tejpeknek neveznek, szigorú leszármazási rend alapján működnek. A nemzetségi szervezet intézményei, mint a vérbosszú, a nemzetségi tanács, a nőrablás, a vendégbarátság és ehhez hasonlók mind a mai napig fennmaradtak. E nemzetségek 40-50 főnyi nagycsaládokból álltak, melyekben a család feje a nemzetségi tanács tagja, és a vallási teendők ellátója volt.
E csecsenek a 16. században az Icskeri hegyekből a síkvidékre vándoroltak, ahol kétlegelős állattartással (kecskét, és juhot tartottak), valamint földműveléssel foglalkoztak. Bár földművelő technológiáik kezdetlegesnek számítottak, ennek ellenére a jó folyóvölgyi talaj miatt nagy termésátlagot tudtak elérni árpából, őszi búzából, és kölesből. Egyre inkább megnőtt a szarvasmarha- és bivalytartás fontossága is, majd (a kaukázusi háborúk idején) a lótenyésztés. A 18. században az iszlám vallás szunnita ágát vették fel, de ősi mitológiáik és rítusaik továbbra is megmaradtak.
A 19. században bekövetkezett orosz terjeszkedést csak nehezen tudták megakadályozni, de végül az Észak-Kaukázusban 1834–1859 között Samil imám teokratikus államot hozott létre. Bár állama tekintélyes volt, de 1837-ben, amikor I. Miklós orosz cár Kaukázusi látogatásakor tárgyalásra hívta, Samil nem ment el. Nyolc évvel később, 1845-ben az oroszok rátámadtak Csecsenföldre, de a nagy veszteségek miatt végül megszállásra vonatkozó terveiket feladták. Bár az oroszok felhagytak terveikkel, Samil kényszerhelyzetbe került, és a harcok pénzelésére adót kezdett szedni, ami azt eredményezte, hogy a nép ellene fordult.
A krími háború alatt Samil tárgyalt a francia hadsereg parancsnokával, aki el is fogadta a szolgálatait, de 1859-re helyzete kilátástalanná vált, majd feladta magát. Később az oroszok elengedték, hogy részt vehessen a mekkai zarándoklaton, de Medinában meghalt.
Ezután az oroszok telepeseket küldtek csecsenföldre, és 1864-re az ellenállást sikerült megtörniük és Csecsenföldet az egész Kaukázussal együtt az Orosz birodalomhoz csatolták. Később a Szovjet-Oroszország is igényt tartott Csecsenföldre, így miután 1922-ben autonóm területté nyilvánították, 1934-ben Ingusfölddel összevonva létrehozták a Csecsen-Ingus Autonóm Szovjet Szocialista Köztársaságot.
A második világháború alatt, amikor híre ment, hogy a németek a Kaukázus felé törnek, több helyen felkelések robbantak ki. Sztálin megtorlásképpen 1944-ben a csecsenek java részét, körülbelül 400 000 embert több más kaukázusi néppel együtt Közép-Ázsiába, és Kazahsztánba deportáltatta. Csak 1957-ben, Sztálin halálát követően térhettek vissza hazájukba.